# كليو

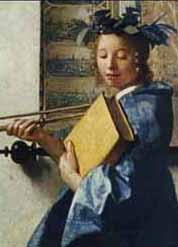
كليو تحمل كتاباً

كليو (باليونانية: Κλειώ بمعنى «كي تجعل الشيء مشهوراً» أو «تحتفل») بحسب الميثولوجيا الإغريقية القديمة، هي إحدى إلهات الإلهام التسع، والتي عنيت بالتاريخ. هي ابنة زيوس وإلهة الذاكرة نيموسيني، وكانت تصور في الفنون على هيئة امرأة تحمل مخطوطة أو لفافة ورقية، أو مجموعة من الكتب والألواح.
أنجبت كليو ابناً واحداً يدعى هياسينث من بييروس، ملك مقدونية، ويقال بأن لها ابناً آخر يدعى هيمينيوس.